# Томмазо Кампанелла
Томмазо Кампанелла (італ. Tommaso Campanella, при хрещенні Джованні Доменіко Кампанелла, італ. Giovanni Domenico Campanella; 5 вересня 1568, Стіньяно, Калабрія, Італія — 21 травня 1639, Париж) — італійський філософ-утопіст, теолог та поет.
Будучи сучасником наукової революції, Кампанелла за колом інтересів і світоглядом належав до епохи Ренесансу, послідовно втілюючи нетрадиційні ідеї в консервативні форми. Головним своїм завданням він вважав універсальний науковий синтез, який об'єднує філософське, природниче і гуманітарне знання. Дотримувався ідеї одухотвореності Всесвіту, органічне життя пояснював наявністю «природної душі», або теплого, тонкого і рухомого духу, що виникає під впливом світла і тепла, що виходять від Сонця, і так само властивого людині, тваринам і рослинам. Розробив теорію «прімалітетів» буття — міцності, мудрості і любові: всякому сущому властиві можливість буття, усвідомлення свого буття і всього, що цьому буттю вороже або дружньо, а також любов до свого буття. На метафізичному рівні сповідував божественну всеєдність Всесвіту, всі речі якої утворюють зв'язок і «симпатичне спілкування» один з одним. Виявити і використовувати ці зв'язки можливо за допомогою природної магії; остання доповнюється штучною магією — відкриттями і винаходами людини. З природної всеєдності виводив соціально-політичну єдність людства. Спочатку вважав, що королі Іспанії призначені Провидінням очолити всесвітню монархію; але потім перейшов на позиції теократії, проголосивши, що верховним правителем повинен бути Папа Римський. У богословському відношенні розробляв теорію двох книг — Природи і Писання, з яких друга не суперечить першій. Займався і власне літературною творчістю: склав трактат «Поетика», в 1622 році опублікував зібрання творів; в молодості займався драматургією (драма «Марія Стюарт» втрачена).

## Життєпис та творчість
Томмазо Кампанелла народився 5 вересня 1568 року у невеликому селищі Стіньяно в Калабрії. Батько, бідний швець, під час хрещення дав йому ім'я Джованні Доменіко. У чотирнадцять років, захоплений красномовством проповідника — ченця-домініканця, розповідями про традиції ордена Святого Домініка, про стовпи католицького богослов'я Альберта Великого та Фому Аквінського, він пішов у монастир. У 1582 році Джованні вступив у духовний орден домініканців. Юнак прийняв чернече ім'я Томмазо.
У 1588 році Кампанелла познайомився з євреєм Авраамом, великим знавцем окультних наук і прихильником вчень Телезіо. Авраам навчив Томмазо складати гороскопи і пророчив йому незвичайну долю і велике майбутнє. Коли вийшла у світ книга Марти «Заперечення Аристотеля принципам Бернардино Телезіо», Кампанелла написав спростування «Філософія, заснована на відчуттях». Головна його теза полягала у тому, що природу варто пояснювати, виходячи не з апріорних суджень старих авторитетів, а на підставі відчуттів, отриманих у результаті досвіду. Для того щоб видати книгу, він залишив монастир і втік до Неаполю. Слідом за втікачем полетіла поголоска: Томмазо продав душу дияволу, складає і поширює єресь. Кампанелла знайшов підтримку в багатого неаполітанця дель Туфо, який поділяв погляди Телезіо.
У 1591 році вийшла у світ книга-спростування. Ця подія стала дійсним святом для шанувальників вчення Телезіо. Протилежною була реакція «святої церкви». Автора «крамольного» твору заарештували і доставили у трибунал орденської інквізиції. Цілий рік протримали його в темному сирому підвалі. І тільки завдяки втручанню впливових друзів йому вдалося уникнути суворого вироку. Томмазо запропонували залишити Неаполь і відправитися в монастир, на батьківщину. У категоричній формі йому повеліли строго дотримуватися вчення Фоми Аквінського і засуджувати погляди Телезіо.
Кампанелла відправляється в Болонью, звідтіля — у Падую, де з пам'яті відновлює украдену під час подорожі книгу «Про Всесвіт», пише близько двадцяти нових робіт, у тому числі відповідь на книгу Кьокко «Філософські і медичні дослідження». За наказом інквізитора Падуї мислителя арештовують. Під час обшуку в нього знаходять крамольну книгу з геомантії — пророкування по фігурах на піску. Мислителя тримали у в'язниці майже два роки. Матеріалів для обвинувачення в інквізиції явно не вистачало. Тільки в грудні 1596 року трибунал оголосив своє рішення: Кампанеллу оголосили «серйозно запідозреним у єресі» і присудили до відлучення від церкви.
Кампанеллу звільнили зі зобов'язанням нікуди не їхати з Рима. Стеження за ним не припинялося. Він не давав ніяких приводів для доносів. Проте вже через два місяці Томмазо знову опинився в тюремних катівнях. Інквізиції було досить почути, що в Неаполі якийсь злочинець перед стратою заявив про єретичні погляди Кампанелли. Як наслідок — нові допити. У рукописах підсудного шукають явні докази його провини. Після десяти місяців утримання у в'язниці Томмазо в грудні 1597 року звільняють. Але ставлять умову — обов'язкове повернення на батьківщину.
Кампанелла повертається в Калабрію. Не в силах дивитися на страждання народу, він мріє про проголошення її вільною республікою та організовує рух непокори. Штаб змовників облаштувався в Стіло в монастирі Св. Марії, де жив Кампанелла. Понад триста домініканців, августинців і францисканців були втягнуті в рух. Кампанеллі вдалося встановити зв'язок з командуючим османським флотом італійцем Бассою Чікала, який обіцяв закрити морський шлях для поповнення іспанського гарнізону і навіть висадити свій десант. Але зрадники видали повстанців. Більшість його керівників, у тому числі і Кампанеллу, було арештовано. В'язнів привезли в Неаполь, звідкіля відправили у в'язниці. Велика частина була відправлена в Кастель Нуово.
Наприкінці листопада відновилося слідство. Усі нитки змови тяглися до Кампанелли. Однак Томмазо продовжував заперечувати причетність до повстання. Він витримав найвитонченіші катування та тортури і не зізнався у пред'явлених йому обвинуваченнях. Але як непохитно не тримався Томмазо, йому було не уникнути кари.
Перед ним маячила шибениця і четвертування. Тоді він пішов на непередбачуваний крок і почав вдавати з себе божевільного. Упевненість членів трибуналу, що Кампанелла симулює божевілля, вирішального значення не мала. Останнє слово залишалося за катуванням. Його потягли в катівню, прив'язали до ніг тягар і підняли на дибу. Однак і тут він витримав усі тортури. Замученого Томмазо кинули до камери. Трибунал вирішив застосувати до в'язня найжорстокіше катування під назвою «велья». Близько сорока годин продовжувалося криваве катування. Томмазо непритомнів, але нічим не видав себе. Витримка Кампанелли під час «вельї» вплинула на хід процесу. Він «очистився» від підозр і юридично став вважатися божевільним.
Вирок відклали доти, доки до нього не повернеться розум. Процес затягувався. Катування підірвали здоров'я в'язня. Він не міг рухатися. Сили вгасали.

### «Місто Сонця»

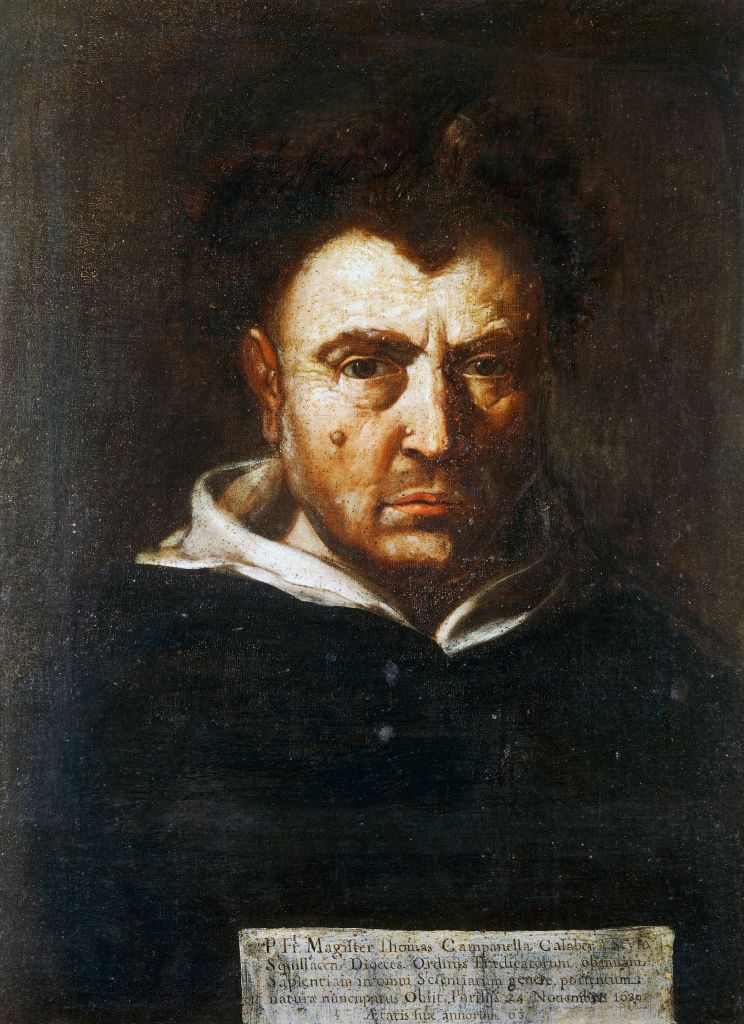

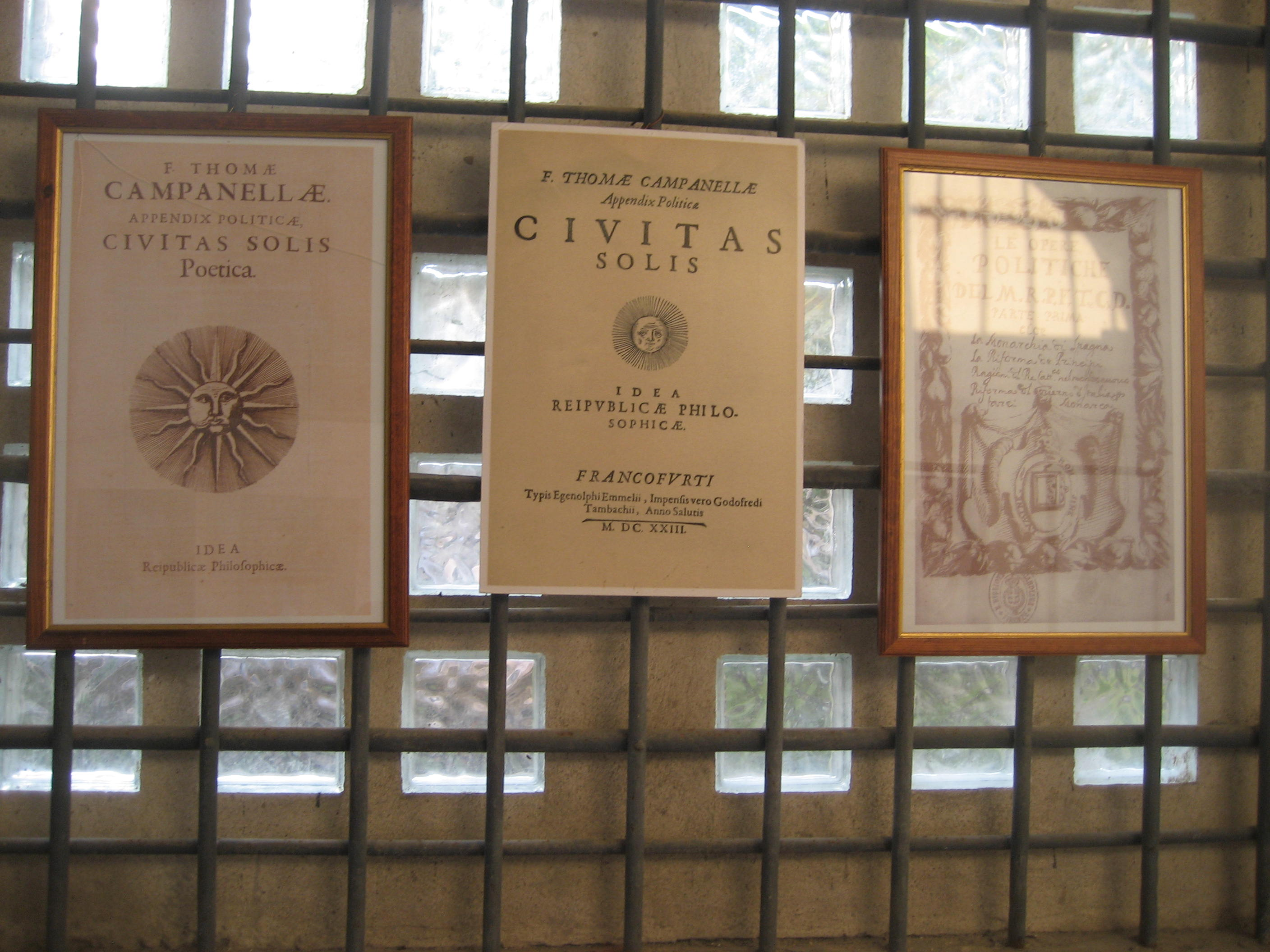
«Місто Сонця»

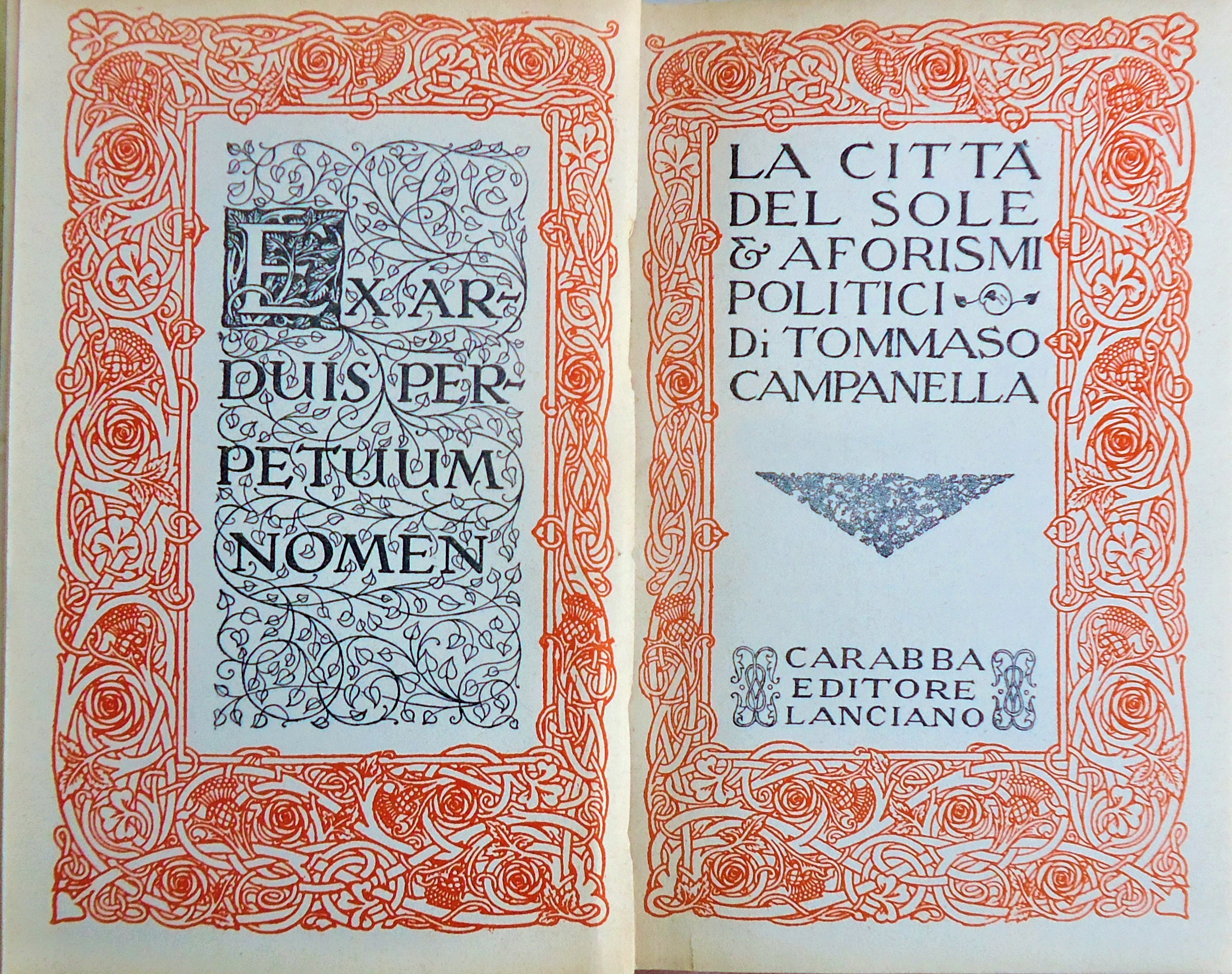
Томмазо Кампанелла, La Città del Sole, Carabba, 1915

Кампанелла був у розпачі від того, що не встигне написати вже обмірковану книгу «Місто Сонця» (La Città del Sole). Ця книга — найвидатніший добуток Томмазо Кампанелли. Вона створена, безсумнівно, під впливом «Утопії» Томаса Мора. У ній йдеться про місто, розташоване на горі і яке поділялося на сім поясів, або кіл. У кожному з них були зручні приміщення для житла, роботи, відпочинку. Передбачено й оборонні спорудження: вали, бастіони. Головним правителем серед жителів міста вважався первосвященник — Сонце. Він вирішує всі мирські і духовні питання. У нього є три помічники: Могутність, Мудрість і Любов. Перший займається справами миру і війни, другий — мистецтвом, будівельною справою, науками і відповідними їм установами і навчальними закладами. Любов піклується про продовження роду, виховання немовлят. Медицина, аптечна справа, усе сільське господарство теж у її веденні. Третій помічник також керує тими посадовими особами, яким довірене харчування та одяг. У державі Кампанелли встановлена рівність чоловіка і жінки.
Попри те, що після катування Кампанелла юридично вважався божевільним і його не можна було засуджувати, 8 січня 1603 року Свята служба присудила його до довічного утримання у в'язниці. Кампанелла таємно продовжував працювати. Закінчивши в перші місяці 1603 року «Метафізику», він відразу приступив до трактату «Астрономія».

### Інші твори

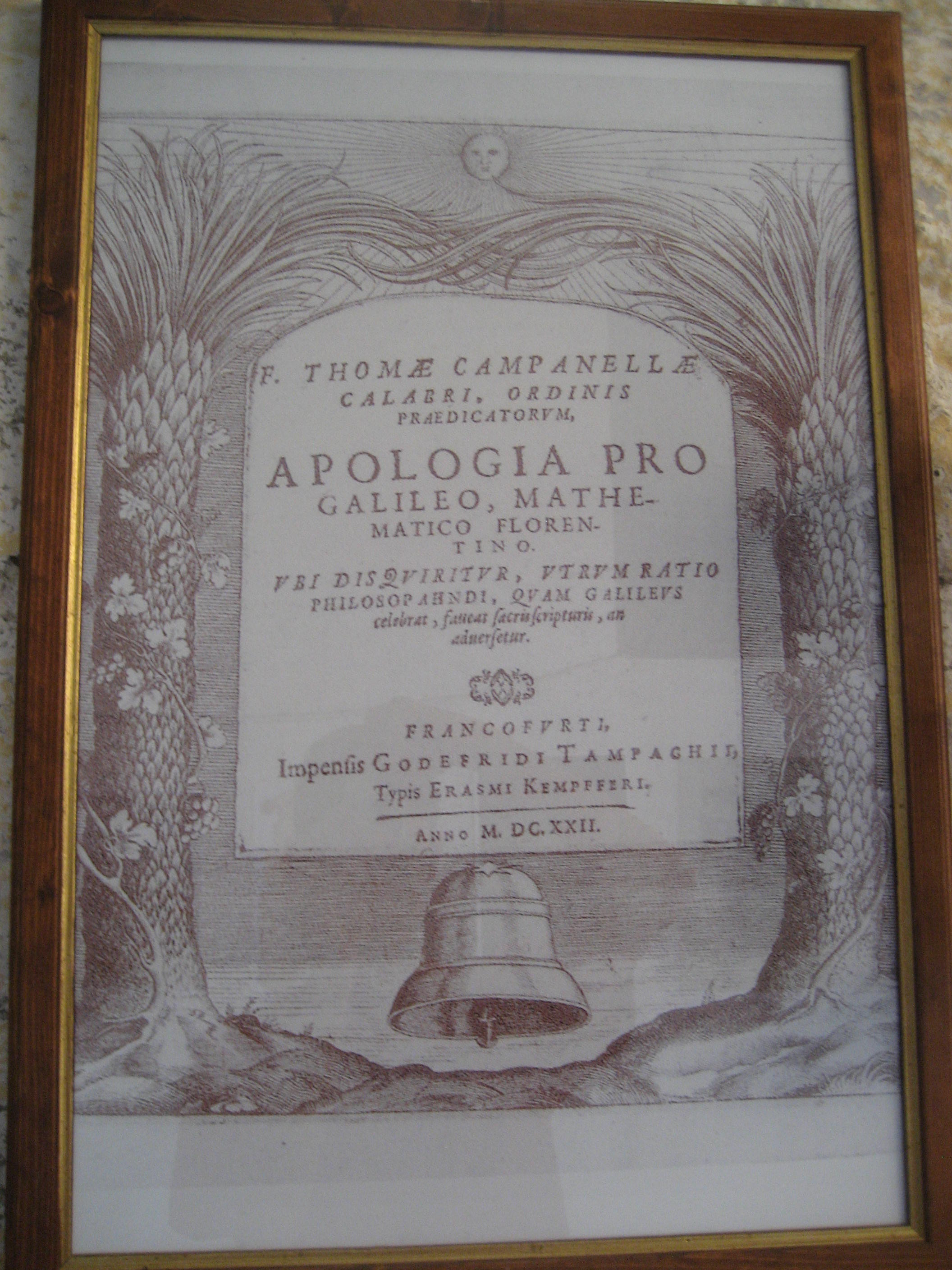
«Апологія Галілея»

У короткий термін він написав дві книги трактату «Медицина» і приступив до давно задуманої праці «Питання фізики, моралі і політики», «Про найкращу державу». Саме в той час Кампанелла довідався про Галілея. Він присвячує йому «Чотири статті про „Міркування“ Галілея». А коли церква оголосила вчення Коперніка «дурним», «абсурдним», «єретичним» і заборонила Галілею, що став послідовником великого польського вченого, розвивати його, Кампанелла пише новий трактат — «Апологія Галілея». У 1617 році вийшов у світ «Провісник відновленої філософії». Потім він видав роботи «Про зміст речей», «Апологія Галілея» (була опублікована під псевдонімом збірника віршів) і, нарешті, в 1623 році надрукував «Реальну філософію», в складі якої вперше побачила світ книга «Місто Сонця».

### Останні роки життя

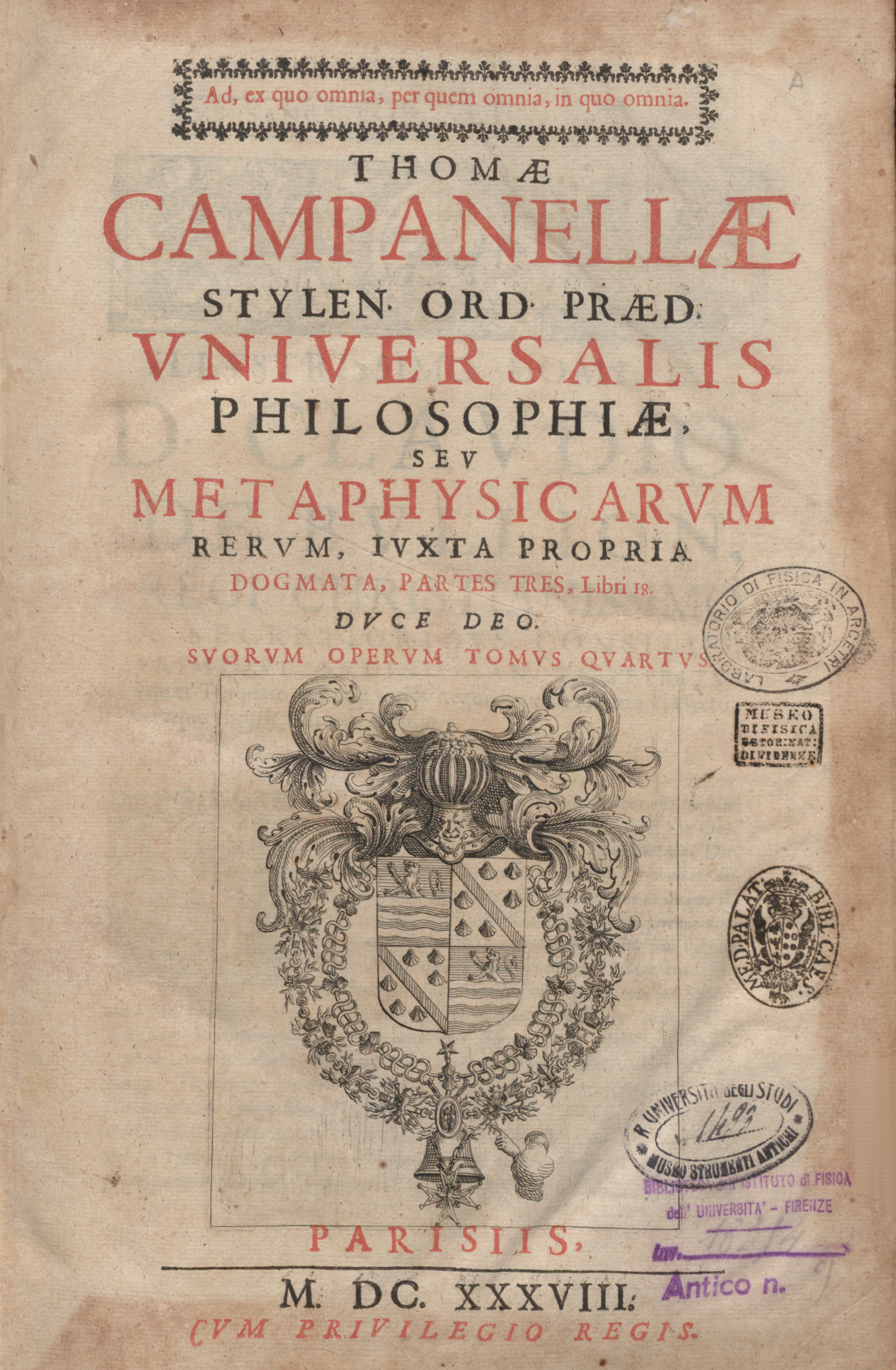
Metaphysica, 1638

27 липня 1628 року Урбан VIII наказав випустити в'язня. Після мандрів 50 в'язницями і 33 років вигнань, мислитель знову став вільним. Заступництво Урбана VIII Кампанелла прагнув використовувати й в інтересах Калабрії. 1637 рік для Кампанелли виявився щасливим: в одному томі з «Реальною філософією» вийшла у світ книга «Місто Сонця», а незабаром за ним і трактат «Про зміст речей».
5 вересня 1638 року Анна Австрійська народила хлопчика, який увійшов в історію під ім'ям Людовика XIV. Кампанелла на прохання Рішельє складає для новонародженого гороскоп, пророкуючи, що царювання нового Людовика буде довгим і щасливим. З цієї нагоди він написав «Еклогу», у якій, наслідуючи віршам Вергілія, обіцяв дофіну славу і процвітання. Наприкінці квітня 1639 року хвороба нирок прикувала мислителя до ліжка.
Його тривожило затьмарення Сонця, що наближалося за його розрахунками і повинне було відбутися 1 червня.
Кампанелла побоювався, що воно буде для нього фатальним. Але помер він раніше, 21 травня 1639 року в монастирі Св. Якова.

## Вшанування пам'яті
У ряду міст Італії є вулиця Томмазо Кампанелли (Via Tommaso Campanella).
У місті Кривий Ріг є вулиця Кампанелли.